# 希辛延島
希辛延島（Hisingen）是瑞典第四大島嶼，也是西約塔蘭省哥德堡市人口最多的一部份。希辛延島的東方和南方瀕臨約塔河，北臨諾德雷河（Nordre älv），西面是卡特加特海峽。島上的北部有哥德堡的港口、村落和工廠，是歷史省份西約特蘭和布胡斯的交界。